# Paolo Dell'Oro
(Paolo Dell’Oro in Bava di lumaca)
Paolo Dell’Oro (Roma, 23 novembre 1935 – Varese, 9 maggio 2015) è stato un fisico, scrittore e funzionario scientifico italiano.

## Biografia

### Famiglia
Paolo Dell'Oro è figlio di Angiolo Maros Dell'Oro, di Valmadrera e Lia Spaventa Filippi, di Milano; è nipote di Leo Spaventa Filippi.
Il padre Angiolo Maros, docente di storia e filosofia e autore di vari testi (Le grandi religioni della terra; Dall'esperienza alla metafisica; Filosofia, scienza e tecnica dal positivismo ad oggi; Teoria della relatività; Giorgio Fox e i Quaccheri; Storia del metodo statistico; ecc.), durante la Seconda guerra mondiale fu deportato in Germania.
La madre Lia fu docente di storia e traduttrice delle sorelle Brontë (Agnes Grey, Jane Eyre e Cime tempestose), H. G. Wells e altri autori inglesi. Figlia del giornalista, traduttore e romanziere Silvio Spaventa Filippi a cui, nel 1908, Luigi Albertini affidò la creazione del Corriere dei Piccoli che poi diresse dalla fondazione fino alla morte.
Lo zio Leo, fratello della madre, fu un noto pittore.

### Giovinezza e studi
Da bambino vive a Milano con la sua famiglia (i genitori e la sorella Adriana).
La casa di Milano viene bombardata e la madre con i due bambini, la nonna Antonietta e lo zio Leo si rifugiano come sfollati a Caravaggio. Successivamente si spostano a Morazzone. Ritornato a Milano, Paolo frequenta il liceo classico e si iscrive alla facoltà di fisica.
Appassionato di pesca subacquea, fa anche il collaudatore per alcune mute da sub della Pirelli.

### Attività scientifica
Le nuove scoperte relative all'energia nucleare lo affascinano ed è ammesso al corso per operatori di reattori nucleari. È il primo italiano a conseguire la licenza di operatore di reattore.
Dopo un'esperienza di lavoro ad Eindhoven (Paesi Bassi), viene assunto all'EURATOM di Ispra al reattore sperimentale ESSOR, diventando funzionario scientifico della Comunità europea. Per due anni è in Svezia.
Successivamente passa a operare nel campo della Salvaguardia Nucleare con responsabilità di studio e sviluppo; perfeziona l'apparecchiatura Phonid (PHOto Neutron Interrogation Device) per la misurazione della radioattività residua. Con il Phonid opera in Germania, Gran Bretagna, Francia, Paesi Bassi, Belgio e, dopo l'ingresso del Paese nella Comunità europea, in Spagna.

### Passioni
Amante del mare e della nautica, durante le pause dal lavoro si dedica al suo ketch Effemera (un Caribbean 35” armato a due alberi, progettato da Sparkman & Stephens) e naviga nel Mediterraneo. Fu tra i primi a creare programmi elettronici per il calcolo del punto nave. Collaborò alla rivista nautica NauTech con articoli di carattere scientifico. Fu docente di navigazione astronomica presso la Lega Navale di Varese.
Si dedicò anche alla stesura di novelle, anche in lingua spagnola, e saggi di tipo matematico-scientifico.

## Opere
«Questo dessert di mia invenzione prende il nome dallo scrittore egiziano (1911-2006, premio Nobel per la letteratura 1988), nome che mi sembrava adatto ad una ricetta dalle note esotiche. Proprio nell’estate 1988 ero a Rodi e faceva un caldo torrido. Durante il giorno sotto coperta c’erano più di 40 °C. A bordo non c’era il frigorifero, e la frutta non resisteva che mezza giornata e poi marciva. Così pensai di mettere tutto in un pentolone, pesche, albicocche, prugne, pezzi di melone, fichi e quant’altro, aggiunsi uva passa, prugne secche, mandorle, noci e poi giù con le spezie: noce moscata, cannella, cardamomo, zenzero candito, chiodi di garofano, coriandolo, eccetera. Naturalmente buon senso e mano leggera con le spezie per non rovinare il tutto. Quando la poltiglia comincia a rapprendersi versare in tazze o bicchieri e lasciare gelificare mentre si raffredda. Il Nagib Mahfuz è un dessert squisito. I miei ospiti ne sono restati sempre entusiasti. Si può metterci qualsiasi frutto anche un po’ tocco. Come sono solito dire il Nagib Mahfuz accetta tutto, dall’uva all’anguria, dalla mela alla pera, alla ciliegia.»
(Estratto dall'articolo: "Intervista a Paolo Dell’Oro (2009)” comparso su  Guida di letteratura gastronomica
Una volta terminata la sua carriera scientifica, navigò a lungo su Effemera nelle acque della Grecia e della Turchia e si dedicò un nuovo impegno: la scrittura.
Il suo primo lavoro è la pubblicazione nel 2006 della silloge di massime scientifiche Così disse la scienza, prima e unica raccolta italiana di questo genere.
Successivamente si dedica alla stesura di testi di carattere storico-nautico dando vita alla collana Effemera, che prende il nome dalla sua imbarcazione.
Lascia anche una serie di gustose ricette nautiche di sua personale invenzione (come il Naguib Mahfuz, un dessert che prende il nome dallo scrittore egiziano premio Nobel per la letteratura 1988; il Tonno del Capitàno; lo Stufato al cardamomo; ecc.), indicate per chi deve fare i conti con le limitazioni imposte dalla navigazione: difficoltà di approvvigionamento, moto ondoso incessante, ecc. Una cucina creativa fatta apposta per una barca che naviga, dove i piatti nautici hanno la caratteristica comune di poter essere cucinati mettendo nella pentola in un sol colpo, fin dall’inizio, tutti gli ingredienti. E dove risalta la dote del buon cuoco che deve dimostrare sensibilità alla mescolanza dei vari componenti.
Ultimo progetto, rimasto parzialmente incompiuto: un'opera da intitolarsi Scambi transatlantici, sugli apporti e scambi reciproci tra l'Europa e il continente americano.
Progetto invece rimasto solo in fase di ideazione: quello sulla lotta all'ailanto (detto anche albero del paradiso). Pianta importata dall'Estremo Oriente nel XII secolo in un'epoca in cui le cineserie dominavano le arti europee. L'ailanto era infatti detestato da Paolo Dell'Oro in quanto specie altamente invasiva e infestante, oltre che di difficile eradicazione per la sua capacità pollonante e per l'odore che varia, in fase di estirpazione, dal fastidioso al dannatamente nauseante.

### Silloge scientifica
- Paolo Dell’Oro, Così disse la scienza..., Torino, Seneca Edizioni, 2006,  p. 775, ISBN 888940471X.

### Testi storico nautici
- Paolo Dell’Oro, Storia del punto nave – L’orientamento in mare nel corso dei millenni, Torino, Seneca Edizioni, 2007,  pp. 375 ill. b/n, ISBN 9788861220430.
- Paolo Dell’Oro, Vele, motore della storia – L’evoluzione delle vele nei secoli, 1ª ed., Torino, Seneca Edizioni, 2008,  p. 408, ISBN 9788861220911.
- Paolo Dell’Oro, Nel segno della galletta – La cambusa nei millenni, Torino, Seneca Edizioni, 2009,  pp. 267 ill. b/n, ISBN 9788861221352.
- Paolo Dell’Oro, Verso gli abissi – La conquista del mondo sommerso, Milano, Magenes Editoriale, 2012,  pp. 303 ill. b/n, ISBN 9788866490029.
- Paolo Dell’Oro, Vele, motore della storia – L’evoluzione delle vele nella storia, 2ª ed., Verona, Il Frangente, 2014  [2008],  pp. 359 ill. b/n, ISBN 9788898023363.[11]
- Paolo Dell’Oro, Carte, cartografi e marinai – Storia della cartografia nautica, Verona, Il Frangente, 2014,  pp. 383 ill. b/n, ISBN 9788898023462.[12]
- Paolo Dell’Oro, Navigatori scalzi, Verona, Il Frangente, 2015,  pp. 416 ill. b/n, ISBN 9788898023547.

### Novelle
- Autodafé
- Gemellaggio[13]
- Il castello di sabbia[14]
- Colpo di fulmine[15]
- Lanterne rosse[16]
- Bava di lumaca[17]
- Com'è bella giovinezza (Valenza Po)
- Innamorato
- La partenza del mio amore
- La macchina di Cic
- Navigando con gli dei (In Egeo da Rodi alle Sporadi con Effemera)

### Saggi matematici-scientifici
- Il calcolo enigmistico della Settimana Enigmistica (Manuale per la sua soluzione)
- Piccoli principi, grandi cose

### Pubblicazioni scientifiche
- Armando Prosdocimi and Paolo Dell’Oro, ESARDA 10, 1978,  p. 297.
- Armando Prosdocimi and Paolo Dell’Oro, A Photoneutron active interrogation device: physical design, calibration and operational experience, in Proceedings of the 1st ESARDA Symposium on Safeguards and Nuclear Material Management, Brussels, 1979,  p. 297.
- Armando Prosdocimi and Paolo Dell’Oro, Performances and operation of a Photoneutron Active Interrogation System for Non Destructive Assay of 235U, in Proceedings of ESARDA Symposium, Edinburgh, 1980,  p. 328.
- Paolo Dell’Oro, G. Hunter, B.W. Oldfield, Armando Prosdocimi and F.J.G. Rogers, Field Experience of non-destructive assay of low-enriched uranium by means of photoneutron interrogation, in Proceedings of the 6th Annual ESARDA Symposium on Safeguards and Nuclear Material Management, Venice, 1984,  p. 371.
- Paolo Dell’Oro, R. Carchon, G. Smaers, Experiments with Phonid 3 device on a fuel mock-up, in CEC-Ispra FMM/N" 93 NDA, Ispra, 1984,  p. 371.
- Paolo Dell’Oro, R. Carchon, G. Smaers, Plutonium fuel mock-up in Phonic 3 device, in CEC-Ispra FMM/N" 96 NDA, Ispra, 1984,  p. 371.
- M. Aparo, Paolo Dell'Oro, L. Lezzoli and G. Smaers, Laboratory Measurements for U Waste Assessment with Phonid device, in Special publication no.1.07x3.86.698, FMM/N0 119 NDA, Brussels, June 1986.

## Interviste
- Intervista a Paolo Dell'Oro del 1º febbraio 2007 su Radio SE.[10]